# Nisídes Drénia
Nisídes Drénia är öar i Grekland.   De ligger i regionen Mellersta Makedonien, i den nordöstra delen av landet, 260 km norr om huvudstaden Aten.